# Embargo estadounidense a Cuba
El embargo estadounidense a Cuba es un extenso entramado jurídico estadounidense que incluye leyes y regulaciones que prohíben y regulan las relaciones económicas, comerciales y financieras con este país. Fue impuesto por primera vez por la administración de Dwight D. Eisenhower sobre la venta de armas el 14 de marzo de 1958, durante el régimen de Fulgencio Batista. La segunda vez fue en octubre de 1960, como respuesta a las expropiaciones de las compañías y demás propiedades de los ciudadanos estadounidenses en la isla por parte del nuevo Gobierno  tras la derrota del régimen de Fulgencio Batista y toma del poder por Fidel Castro. 
El embargo ha tenido distintos niveles de intensidad desde 1960 generando distintos tipos de afectaciones en el sistema económico cubano. En el ámbito de las relaciones comerciales internacionales, Cuba no puede usar el dólar estadounidense en sus transacciones, situación que le impide tener cuentas bancarias en terceros países en ese tipo de moneda y acceder a créditos por parte de bancos estadounidenses o sus filiales en otros países. De forma similar, el país caribeño tampoco puede acceder a créditos de instituciones internacionales como el Banco Mundial o el Banco Interamericano de Desarrollo.En el ámbito sanitario, el embargo ha afectado la llegada de equipos e implementos médicos como oxígeno medicinal, medios de diagnóstico, medicamentos varios, ventiladores pulmonares y los insumos necesarios para llevar a cabo fertilizaciones in vitro y trasplantes de diverso tipo debido a la imposibilidad de comprar productos estadounidenses dentro de esta categoría.
Aunque inicialmente excluía alimentos y medicinas, en febrero de 1962 las medidas se endurecieron y las restricciones llegaron a ser casi totales durante la Crisis de los misiles de Cuba; posteriormente se relajarían las medidas. En 1959, el 73% de las exportaciones se hacían a los Estados Unidos y el 70% de las importaciones procedían de ese territorio. Desde 1992, el embargo estadounidense a Cuba tiene un carácter extraterritorial, es decir, establece sanciones a terceros países que acojan a subsidiarias de empresas cubanas y a barcos que comercien con Cuba. Sin embargo actualmente no está prohibida la venta de medicamentos a la isla.
Sin embargo, según la Oficina Nacional de Estadísticas e Información de Cuba, al año 2020, Cuba poseía diversos socios comerciales, con los que mantiene exportaciones e importaciones. Algunos ejemplos de las exportaciones de Cuba son China, España, Alemania, Indonesia y Singapur. Sus principales importaciones provienen de China, España, México, Argelia y Brasil.

## Leyes y regulaciones que sostienen el embargo
De acuerdo a Amnistía Internacional, el entramado jurídico estadounidense que sostiene el embargo contra Cuba está compuesto por los siguientes normas y leyes:
1. Ley de Comercio con el Enemigo, de 1917, sección 5.b
2. Ley de Cooperación Internacional, de 1961, sección 620.a
3. Regulaciones al Control de los Activos Cubanos, de 1963
4. Ley para la Democracia en Cuba, de 1992, también conocida como Ley Torricelli
5. Ley para la Libertad y la Solidaridad Democrática Cubanas, de 1996, también conocida como Ley Helms-Burton
6. Ley de Sanciones Comerciales e Incremento del Comercio, de 2000.

## Mirada histórica

### Antecedentes
La cercanía geográfica de Cuba y Estados Unidos propició la formación histórica de lazos políticos, económicos y sociales. A pesar de su pasado como colonia española, la isla desarrolló importantes vínculos con su vecino del norte. Estos vínculos se estrecharon después de diciembre de 1898 con la firma del Tratado de París, con el cual quedaba finalizada la Guerra Hispano-estadounidense.
Con la firma del Tratado de París, Puerto Rico, Filipinas y Guam pasaron a formar parte del territorio estadounidense, mientras que Cuba se mantuvo bajo dominio español. Las negociaciones entre EE. UU. y España sobre la cesión de Cuba fueron muy delicadas y se prolongaron durante casi un mes. Por un lado, España estaba ansiosa de ceder Cuba a Estados Unidos junto con su deuda de 400 millones de dólares. Por otro lado, EE. UU. se negó a incorporar la isla a su jurisdicción bajo tales obligaciones económicas. Igualmente, otras condiciones dificultaban que España aceptara el acuerdo y lo ponían en riesgo. 
La delegación española amenazó con suspender las negociaciones y seguir con la guerra, pero EE. UU. se mantuvo en su posición. La negociación concluyó con el acuerdo de que Estados Unidos estaría a cargo de Cuba durante cuatro años. Posteriormente, el gobierno de la isla quedaría a manos de los propios cubanos y la responsabilidad de la deuda recaería sobre España.
De este modo, la presencia de Estados Unidos en Cuba va desde 1898 a 1902. De manera adicional, se pactó que Estados Unidos se reservaría el derecho de intervenir militarmente en la isla en caso de que surgieran nuevos conflictos internos. También, se estableció el arriendo del territorio que ocupa la base militar de Guantánamo, ahora ya ocupada ilegalmente por EE. UU. Inicialmente estas medidas tenían el fin de "pacificar el país y proteger las inversiones estadounidenses", de acuerdo a las palabras de Estados Unidos. Otras fuentes plantean que su intención era convertir a Cuba en una "colonia autogobernada". En esos años, Estados Unidos estableció ciertas estructuras para la sociedad cubana como la imposición de la Enmienda Platt redactada por EE. UU. para la naciente Constitución Cubana de 1901, una guardia rural, un sistema sanitario, proyectos de obras viales y la implementación de un sistema educativo. Estos proyectos fueron financiados por el propio tesoro cubano. Por medio de la Enmienda Platt, Estados Unidos obtuvo territorios para bases militares y el control de las aduanas y de los préstamos de Cuba.
Los primeros 30 años de la existencia de Cuba como nación independiente estuvieron marcados por la existencia del latifundio, la monoproducción azucarera y el capital extranjero. En el ámbito económico, la inversión estadounidense, tan presente en Latinoamérica, jugó un papel clave en la producción de azúcar y tabaco, productos que eran luego exportados a Estados Unidos. El turismo estadounidense en la isla también cobró relevancia y las facilidades para exportar productos a Estados Unidos crearon importantes vínculos comerciales. En marzo de 1958, Estados Unidos declara un embargo de armas al régimen de Fulgencio Batista.

### El embargo desde la Revolución Cubana hasta la caída de la URSS
Las relaciones entre Estados Unidos y Cuba se deterioraron tras la llegada al poder de Fidel Castro, hecho que tuvo lugar el 1° de enero de 1959. Durante mayo del mismo año, se decreta la Primera Ley de Reforma Agraria de Cuba que dio comienzo a la expropiación de las grandes propiedades agrícolas en la isla, muchas de las cuales pertenecían a empresas estadounidenses. Castro afirmó en su viaje a Estados Unidos en abril de 1959 que Cuba seguiría una política neutral y que mantendría buenas relaciones con el país del norte. No obstante, también era cierto que la reestructuración económica y social, la promesa central del Movimiento 26 de Julio, implicaba poner en peligro los intereses económicos estadounidenses sobre Cuba, pues el país norteamericano monopolizaba amplios sectores de su economía. En vista de esto, Estados Unidos lanzó la advertencia pública de que no aceptaría expropiaciones sin compensación y rechazó el pago de bonos al 41/2% anual en forma reembolsable a veinte años afirmando que no constituía "una compensación adecuada, pronta y efectiva", a pesar de que la Corte Suprema de Justicia de Estados Unidos dictaminó el 23 de marzo de 1964 en Nueva York la validez de las nacionalizaciones y el derecho de Cuba a nacionalizar. Otros países como Canadá o Reino Unido si aceptaron las compensaciones.

Asimismo, en 1960, la Unión Soviética firmó un convenio con Cuba en el que aquel se comprometía a comprar el 10% de su cosecha de azúcar a cambio de suministrar petróleo a Cuba. Dado que las empresas estadounidenses y británicas Texaco, Esso y Shell se negaron a refinar el petróleo importado, Cuba tomó la decisión de expropiarlas. Como represalia a estas medidas, el gobierno de Dwight D. Eisenhower rompió relaciones diplomáticas con Cuba el 3 de enero de 1961 para, unos días después, suspender el comercio con la isla. Las bases legales a las que recurrió el gobierno de Eisenhower para validar estas medidas contra Cuba se encuentran en la Ley de Comercio con el Enemigo de 1917. A su vez, la modificación a la sección 5. b de esta ley acordada por el Congreso de Estados Unidos en 1933 facultó al presidente para imponer sanciones económicas contra países extranjeros a través de la prohibición, la limitación o la regulación de las transacciones comerciales y financieras con países hostiles a Estados Unidos en tiempos de guerra. No obstante, las justificaciones de Estados Unidos para imponer el embargo también tuvieron un marcado carácter político. Una circular desclasificada escrita por el entonces subsecretario adjunto de Estado Lestor Mallory en 1960 afirma que, dado que la mayoría de los cubanos de ese entonces apoyaban a Fidel Castro y que la oposición bélica contra Cuba solo serviría para alimentar la causa cubana y comunista, la única medida posible para restarle apoyo sería generando decepción a través de dificultades económicas impuestas. Basándose en tales afirmaciones y a otras percepciones, el subsecretario adjunto de Estado señala lo siguiente:
Si se aceptan los antecedentes anteriormente descritos o si no son rebatidos de forma exitosa, lo que queda es tomar rápidamente todas las medidas posibles para debilitar la vida económica de Cuba. Si se adopta tal política, debe ser el resultado de una decisión clara que convoque una linea de acción, que sea tan hábil y discreta como sea posible, para generar grandes avances en negar dinero y suministros a Cuba de modo tal que se reduczan los salarios reales y monetarios y así ocasionar hambrunas, desesperación y el derrocamiento del gobierno. 
Estos lineamientos fueron considerados y Dwight Eisenhower respondió a las nacionalizaciones de las empresas petroleras estadounidenses y británicas por parte de Cuba con la interrupción de las importaciones de azúcar cubana. A su vez, cuando Cuba nacionalizó la mayor parte de las empresas estadounidenses en la isla, Eisenhower optó por prohibir todas las exportaciones estadounidenses dirigidas a territorio cubano, exceptuando alimentos y medicamentos.
A pesar de estas limitantes, durante la década de los 70, la economía cubana experimentó un despegue en sus diversas ramas y un incremento en el nivel de consumo de su población. Producto de su integración al Consejo de Ayuda Mutua Económica (CAME), Cuba amplió sus mercados para sus productos de exportación y mantuvo una fuente de suministros seguros y regulares.

### El embargo desde la caída de la URSS hasta el 2000
Un año antes de la caída de la Unión Soviética, se empezaba a producir un deterioro en las relaciones económicas entre Cuba, por un lado, y los países de Europa Oriental y la URSS, por el otro. En 1990, los embarques soviéticos de cereales, productos alimenticios y materias primas comenzaron a presentar importantes retrasos Por otro lado, ese mismo año, la URSS optó por realizar las transacciones comerciales con los países de la CAME (Consejo de Ayuda Mutua Económica) sobre la base de los precios del mercado mundial y en moneda convertible En vista de estos sucesos y de los rápidos cambios en las relaciones económicas que vivía el país caribeño, se empezaron a aplicar una serie de medidas restrictivas en la esfera del consumo de combustible y de electricidad. Asimismo, se paralizaron importantes inversiones como una refinería y una fábrica de níquel
Dentro de este tramo de tiempo, se promulgan en Estados Unidos tres leyes para restringir el comercio con Cuba:. La primera de ellas, fue la denominada Ley para la Democracia en Cuba o "Ley Torricelli" aprobada en 1992 por George H. W. Bush, ley que incluía sanciones para las empresas estadounidenses que mantuvieran tratos con Cuba a través de subsidiarias y que prohibía que buques que recalaran en Cuba lo hicieran también en Estados Unidos La segunda ley, denominada Ley para la Libertad y la Solidaridad Democrática Cubanas o "Ley Helms-Burton", es considerada como una forma de endurecer las medidas impuestas por la Ley Torricelli El título III de la La Ley Helms-Burton instituyó el derecho de acción civil contra cualquier persona que "trafique" con bienes de ciudadanos estadounidenses confiscados o expropiadas en Cuba Esta ley aplicaría tanto a actos ocurridos dentro como fuera de Estados Unidos Bajo los límites del título III se interpreta que quien "trafica" con bienes de ciudadanos estadounidenses incurre en las siguientes acciones si a sabiendas y de modo intencional
1. Vende, transfiere, distribuye, dispensa, trueca, dirige o de alguna manera dispone de propiedad confiscada, o bien compre, rente, reciba, posea, controle, use o de alguna otra forma adquiera o mantenga un interés en propiedad confiscada
2. Se involucre en una actividad comercial usando o beneficiándose de algún u otro modo de propiedad confiscada
3. Cause, dirija, participe, obtenga provecho o de alguna manera se involucre en el tráfico por medio de otra persona

La Ley Helms-Burton ha sido calificada como una ley de carácter extraterritorial. Esto implica que permite a Estados Unidos convertir en delito actos cometidos fuera de sus fronteras y tratarlos tal como si se hubieran cometido dentro de ellas. El éxito de la Ley Helms-Burton fue medido por Estados Unidos en términos del número de empresas extranjeras que decidieron terminar sus negocios con Cuba desde la entrada en vigor de tal ley Desde 1991 hasta 1994, el número de proyectos de empresas extranjeras en Cuba venía en ascenso año tras año, pero tras la aprobación de la Ley Helms-Burton una decena de empresas de distintos países y rubros cancelaron sus acuerdos con la isla caribeña

### El embargo desde el 2011 hasta el 2017
En diciembre de 2014, los mandatarios de Estados Unidos y Cuba, Barack Obama y Raúl Castro, anunciaron el proceso de normalización de las relaciones entre ambos países. Las reuniones fueron sostenidas en el Vaticano y en Canadá y fuero facilitadas por el papa Francisco y por el gobierno canadiense. Las negociaciones dieron lugar a que se restituyera la embajada cubana en el Distrito de Columbia y la estadounidense en La Habana. Dentro de las medidas tomadas por el gobierno de Barack Obama en estas negociaciones se encuentran la eliminación de Cuba de la Lista de Estados Patrocinadores del Terrorismo, algunas modificaciones a las Regulaciones a los Activos Cubanos y a la Regulación al Control de Exportaciones para facilitar las transacciones financieras y comerciales entre Estados Unidos y Cuba, y el fin a la política de pies secos, pies mojados. Esta última medida permitía el ingreso de inmigrantes cubanos a Estados Unidos una vez hubieran pisado la costa de este país. 
Las relaciones diplomáticas entre Estados Unidos y Cuba se deterioraron notablemente tras la llegada al poder de Donald Trump el 2017. Tras la asunción de su mandato, el presidente estadounidense expresa que revertirá el acuerdo entre el anterior presidente Barack Obama y su homólogo cubano Raúl Castro y que aplicará nuevas políticas con respecto a la isla. Dentro de las 240 medidas que tomó el gobierno de Donald Trump durante sus 4 años de mandato en relación con Cuba se encuentran las siguientes divididas en categorías: 

#### Restricciones en los viajes
- Prohibición de que ciudadanos estadounidenses se alojen tanto en hoteles del Estado cubano como en residencias privadas de ciudadanos cubanos.[31] Esta medida fue tomada por el Departamento de Hacienda de Estados Unidos en septiembre de 2020 y aplica a los más de 400 hoteles cubanos.[29]
- Prohibición de viajes a Cuba por parte de programas estudiantiles estadounidenses. Esta medida fue tomada por parte del Departamento de Hacienda de Estados Unidos en junio de 2019.[29]
- Prohibición de la llegada de aviones corporativos, cruceros, veleros y barcas pesqueras estadounidenses a Cuba. Esta medida fue tomada por parte del Departamento de Comercio de Estados Unidos en junio de 2019.[29][32][33]
- Eliminación de permisos generales para que ciudadanos estadounidenses asistan u organicen encuentros o conferencias profesionales y participen en presentaciones públicas, talleres, competiciones atléticas o no atléticas y exhibiciones en Cuba.[29] Solo queda abierta la posibilidad de viajes a este país por parte de ciudadanos estadounidenses en caso de asistir a competiciones de federaciones deportivas internacionales amateurs o semiprofesionales.[29] Esta restricción fue tomada por parte del Departamento de Hacienda de Estados Unidos en septiembre de 2019.[29]
- Limitaciones a la llegada de vuelos de aerolíneas estadounidenses a Cuba. Se limitaron los vuelos comerciales de aerolíneas, los vuelos chárter y los vuelos chárter privados estadounidenses a La Habana únicamente.[29] Estas medidas fueron tomadas por el Departamento de Transporte de Estados Unidos entre diciembre de 2019 y octubre de 2020.[29]

#### Restricciones en las remesas
- Veto a las empresas de servicios financieros cubanas FINCIMEX y American International Services, empresas destinadas a la entrega de remesas en Cuba.[29] Al ser Western Union colaboradora de FINCIMEX, esta empresa cesó sus operaciones en territorio cubano en noviembre de 2020,[34][29] situación que condujo al cierre de 400 oficinas de la compañía en Cuba.[29][31] Western Union había sido la empresa de servicios financieros más importante dentro del ámbito del envío de remesas a Cuba.[29]
- Limitación a las remesas dirigidas a ciudadanos cubanos. En 2017, el Departamento de Hacienda de Estados Unidos prohibió las remesas dirigidas a funcionarios del gobierno cubano.[29] En 2019, el mismo ente prohibió igualmente las remesas dirigidas a familiares cercanos a miembros del gobierno cubano o del Partido Comunista de Cuba, restringió las remesas familiares a un máximo de $1000 dólares por trimestre para los ciudadanos cubanos y eliminó la categoría de remesas donativas.[29]

#### Restricciones en las importaciones
- Reincorporación de Cuba a la Lista de Estados Patrocinadores del Terrorismo,[35][31][36] medida que conlleva restricciones en la ayuda exterior por parte de Estados Unidos, prohibición de exportaciones y ventas de defensa e imposición de controles a las exportaciones de doble uso y de tecnología.[29][35] Cuba había sido removido de esta lista durante el gobierno de Barack Obama el 2015 después de más de tres décadas.[37]

#### Intentos de detener la exportación de petróleo venezolano a Cuba
- Restricciones a compañías navieras que exportan petróleo desde Venezuela a Cuba. Esta medida fue tomada por el Departamento de Hacienda de Estados Unidos en abril de 2019.[29]
- Sanciones contra la empresa estatal cubana exportadora e importadora de petróleo Cubametales. Esta medida fue tomada por el Departamento de Hacienda de Estados Unidos en julio de 2019.

De acuerdo a la CEPAL, el recrudecimiento del embargo durante la administración de Donald Trump se constituye como una de las causas principales de la reducción del crecimiento de Cuba durante el 2019. Mientras que el crecimiento de Cuba fue de un 2,2% el año 2018, el año siguiente se registró solo un 0,8%. Las propias medidas impuestas durante el gobierno de Donald Trump se ven agudizadas por el hecho de que Cuba no puede acceder a ningún mecanismo de compensación ni a recursos externos de organismos financieros internacionales.
A pesar de las sanciones al petróleo venezolano, Cuba continuó recibiendo petróleo venezolano. En octubre de 2023 cuba recibió 32 000 bpd de crudo. Un año después en octubre de 2024 Venezuela mandó a Cuba 28 000 bpd, mientras que en septiembre exportó 22 000 bpd. En enero de 2025 se envió un promedio de 10 000  barriles diarios, en febrero un promedio de 42 000 barriles diarios. En junio de 2025 Venezuela exportó a Cuba unos 8.000 bpd.

#### Sanciones al régimen cubano 2025
En junio de 2025 el gobierno de Donald Trump firmó un memorándum que prohíbe una serie de restricciones, revirtiendo medidas de “alivio” del exmandatario Joe Biden.
- La prohibición de transacciones financieras directas o indirectas con entidades controladas por el ejército cubano, como el Grupo de Administración Empresarial S.A. (GAESA) y sus filiales
- Prohíbe al Gobierno cubano de “dar cobijo a fugitivos de la justicia estadounidense y no cumplir los requisitos básicos de una sociedad libre y justa“
- Prohíbe a ciudadanos estadounidenses de viajar a Cuba con exepciones a la prensa libre, foros y conferencias internacionales.
- Prohíbe el turismo estadounidense a Cuba regulado mediante auditorias, durante al menos cinco años.
- Prohíbe el envío de remesas a Cuba, salvo a determinadas ayudas a la oposición.
- Respalda el embargo económico a Cuba y se opone a los llamamientos para su eliminación en Naciones Unidas y otros foros internacionales
- Exige una revisión continua de las violaciones a los derechos humanos, incluidas detenciones arbitrarias, tratos inhumanos a presos políticos

## El embargo entre 1991 y 2000
En 1992, el embargo adquirió el carácter de ley con el propósito de mantener las sanciones contra la República de Cuba. Según lo recogido en la Cuban Democracy Act estas sanciones continuarían mientras el gobierno se negara a dar pasos hacia “la democratización y mostrara más respeto hacia los derechos humanos”.

## La Ley Helms-Burton
En 1996, el Congreso de los Estados Unidos aprobó la Ley para la Libertad y Solidaridad Democrática Cubanas, conocida como Ley Helms-Burton. De esta forma se eliminó la posibilidad de hacer negocios dentro de la isla o con el gobierno de Cuba por parte de los ciudadanos estadounidenses. También se impuso restricciones sobre la entrega de ayudas públicas o privadas a cualquier sucesor del Gobierno de La Habana hasta que, por lo menos, ciertos reclamos estadounideneses contra el gobierno de Cuba quedaran aclarados. La Ley Helms-Burton ha sido ampliamente criticada en el extranjero debido a que aplica leyes estadounidenses a actores de otra nacionalidad.
En 1999, el presidente Bill Clinton amplió el embargo comercial prohibiendo a las filiales extranjeras de compañías estadounidenses comerciar con Cuba por valores superiores a 700 millones de dólares anuales, siendo por ello la primera ley transnacional en el mundo. No obstante, en el 2000 el mismo Clinton autorizó la venta de ciertos productos humanitarios a Cuba.

## Embargo
Ya existía un embargo armamentístico por parte de EE. UU. sobre Cuba desde marzo de 1958, cuando comenzó la guerra entre Fulgencio Batista y los revolucionarios de Castro.
En julio de 1960, en respuesta a las nacionalizaciones EE. UU. redujo la cuota de azúcar cubano a 700.000 toneladas. Al mismo tiempo la URSS accedió a comprar el resto del azúcar en su lugar, mientras el gobierno de Castro continuaba con las expropiaciones. El presidente Dwight D. Eisenhower impuso el 19 de octubre de 1960 un embargo parcial y rompió las relaciones diplomáticas el 3 de enero de 1961. La Unión Soviética, en cambio, ofreció a Cuba precios preferentes para las exportaciones cubanas, especialmente para el azúcar, y vendió a Cuba petróleo a precios preferentes. En abril de 1961, Kennedy aprobó una invasión militar a Cuba compuesta por cubanos exiliados con apoyo armamentístico y logístico por Bahía de Cochinos siendo derrotados en 72 horas por el ejército y las milicias de Cuba en Playa Girón. Durante la invasión Cuba decretó su revolución como socialista.
En respuesta a este alineamiento de Cuba con el bando soviético en contexto de la Guerra Fría, el presidente John F. Kennedy estableció un programa suave para terminar con la revolución en Cuba que creaba la Alianza para el Progreso, el Banco Interamericano para el Desarrollo y los Cuerpos de Paz, además amplió las medidas tomadas por Eisenhower mediante una orden ejecutiva, ampliando las restricciones comerciales el 7 de febrero y de nuevo el 23 de marzo de 1962.
Durante la posterior Crisis de los misiles de Cuba, Kennedy implantó restricciones en los viajes a Cuba el 8 de febrero de 1963, y se emitió las Regulaciones para el Control de los Recursos Cubanos (Cuban Assets Control Regulations en inglés) el 8 de julio de ese mismo año, bajo el Ley de Comercio con el Enemigo como respuesta al hospedaje de misiles en Cuba. Bajo esas medidas, los activos cubanos en Estados Unidos fueron congelados e inclusive el pago del arrendamiento de EE. UU. a Cuba por la base militar de Guantánamo ha sido embargado y permanece en "custodia" de un juez de EE. UU., que ha dispuesto de esos fondos como si fueran propiedad de EE. UU..
La Organización de Estados Americanos impuso sanciones multilaterales a Cuba el 26 de julio de 1964, que fueron levantadas el 29 de julio de 1975.
Las restricciones para los ciudadanos estadounidenses en los viajes a Cuba se suspendió el 19 de marzo de 1979; dado que el presidente Jimmy Carter se negó a renovar la regulación, que debía ser renovada cada seis meses. Las restricciones para el gasto de dólares en Cuba fueron también reducidas. El presidente Ronald Reagan reinstauró el embargo comercial el 19 de abril de 1982. Esta ha sido modificada hasta convertirse en la normativa actual sobre los viajes de ciudadanos estadounidenses a Cuba. Hoy día las leyes no prohíben a los ciudadanos estadounidenses viajar a Cuba per se, pero hace ilegal el realizar transacciones (gastar dinero, recibir regalos) en la mayoría de los casos sin permiso del gobierno estadounidense a través de la Oficina de Control de Recursos Extranjeros.
El embargo fue reforzado en octubre de 1992 por la Ley de Democracia Cubana (popularmente la ley Torricelli) y en 1996 por la «Ley para la Libertad Cubana y la Solidaridad Democrática» (Ley Helms-Burton). La misma planteaba entre otros muchos artículos que las filiales estadounidense en terceros países no podían establecer ningún tipo de relación comercial con Cuba. Mientras Estados Unidos ha buscado normalizar sus relaciones comerciales con otros estados comunistas, como China o Vietnam, la existencia de un fuerte lobby, mayoritariamente conservador, formado por exiliados cubanos, principalmente asentados en Florida ha dificultado un acercamiento a Cuba, especialmente por la influencia de los exiliados en un estado políticamente estratégico como Florida. Ni el Partido Demócrata de los Estados Unidos, ni el Republicano han propuesto ningún cambio de relevancia (aunque el Partido Republicano ha sido tradicionalmente más favorable a aplicar "mano dura"). El título tercero de la Ley por la Solidaridad con la Libertad y la Democracia en Cuba (también conocida como ley Helms Burton) establece que cualquier compañía no estadounidense en "conocido tráfico con propiedades de ciudadanos estadounidenses en Cuba confiscadas sin compensación" puede ser sujeto de un litigio que le puede impedir entrar en los Estados Unidos. Esta restricción se extiende al ámbito marítimo: los barcos atracados en Cuba no pueden entrar en Estados Unidos en un plazo de seis meses. No obstante, es importante tener en cuenta que el título tercero de esta ley incluye un mecanismo por el cual su aplicación puede ser suspendida por el presidente. Esta suspensión debe ser renovada cada seis meses y esto es tradicionalmente lo que ha ocurrido. La suspensión fue renovada por última vez el 17 de julio de 2006, y por lo tanto se mantendrá activa, por lo menos, en los seis meses siguientes a esa fecha.
En 1999, el presidente Bill Clinton amplió el embargo comercial prohibiendo a las filiales extranjeras de compañías estadounidenses comerciar con Cuba por valores superiores 700 millones de dólares anuales.
En respuesta a la presión de los agricultores estadounidenses, el embargo fue relajado por el Ley de Reforma de Sanciones y Mejora de las exportaciones, que fue aprobada por el Congreso de los Estados Unidos en octubre de 2000 y firmada por el presidente Clinton. La moderación del embargo permitió la venta de bienes agrícolas y medicinas por razones humanitarias. A pesar del inicial rechazo cubano, que vio en ello una maniobra política de los Estados Unidos, Fidel Castro aceptó la medida tras el huracán Michelle en noviembre de 2001, esta medida sigue vigente en la actualidad.
Ante la creciente demanda de productos cubanos, legisladores partidarios del libre comercio, nombrados por los estados del Oeste y las grandes llanuras centrales (con fuerte influencia agrícola) han intentado desde 2000 suavizar o eliminar el embargo. Cuatro veces desde entonces, la Cámara de Representantes de los Estados Unidos ha apoyado levantar las restricciones al viaje, siendo apoyada en 2003 por primera vez por el Senado. Sin embargo, el presidente George W. Bush, vetó el proyecto de ley. Enfrentado a un veto, el Congreso abandonó su intento de eliminar las restricciones de viaje. Sin embargo, dichas restricciones son fáciles de evitar: basta viajar desde un tercer país (Canadá, México), dado que las autoridades cubanas no sellan pasaportes. Esto está penado legalmente en Estados Unidos, pero rara vez se persigue.
En el año 2004, la administración de George W. Bush aplicó un nuevo paquete de medidas dentro de la llamada Comisión para la Asistencia a una Cuba Libre. Dentro de la gran gama de medidas tomadas, se limitan los viajes y envíos de remesas a solo los familiares cercanos (padres, abuelos, hijos, hermanos), además de alargar la espera para viajar a Cuba a tres años. Este plan arrecia la aplicación de las leyes Torricelli y Helms-Burton. Fue actualizado en el año 2006 con el objetivo de restringir aún más los viajes de los estadounidenses a Cuba con pena de cárcel o grandes multas (hasta de un millón de dólares); aparte de crear instituciones para perseguir las exportaciones cubanas de níquel y su utilización en la industria de terceros países, ron y tabaco, así también como las transacciones que Cuba pudiese realizar en dólares.

## Efectos
Las regulaciones para el control de los recursos cubanos impusieron restricciones en la importación de productos cubanos en Estados Unidos y de estadounidenses en Cuba, y para la transacciones con Cuba o ciudadanos del país, así como congeló las inversiones cubanas en Estados Unidos y sus cuentas financieras bajo jurisdicción estadounidense, además de limitar el comercio. También ilegalizó la compra, por parte de ciudadanos estadounidenses, de bienes de consumo fabricados en Cuba fuera de Estados Unidos. En el 2012, dichas regulaciones están aun en vigor, reguladas por la Oficina de Control de Recursos Extranjeros del Departamento del Tesoro de Estados Unidos. Las penas criminales por violar el embargo van hasta diez años en prisión y multas de 1 millón de dólares estadounidenses si es por asuntos corporativos o 250.000 dólares si es por asuntos particulares.También existen penas civiles de 55.000 dólares.
En 1959, los Estados Unidos suponían el 70% de las exportaciones cubanas y el 73% de sus importaciones. Cuba, por otro lado, suponía el 3% de las exportaciones estadounidenses y el 4% de las importaciones, siendo el séptimo socio comercial por tamaño en ambos aspectos. Sin embargo, en los primeros años del embargo, el comercio entre Cuba y los Estados Unidos prácticamente desapareció.
A pesar de todo, los subsidios de la URSS y el Comecon, junto a su trato comercial preferente, limitaron el impacto en las primeras décadas del embargo, llegando a su cima en los años ochenta, cuando Cuba recibió alrededor de 6000 millones por año. Cuba también encontró en los otros países socialistas mercado para sus exportaciones (especialmente azúcar y níquel), así como suministro de petróleo y maquinaria agrícola e industrial.
El colapso del bloque socialista de Europa oriental en 1989 y de la Unión Soviética dos años después causó una crisis económica en Cuba que le hizo perder el 85% de sus relaciones comerciales, acentuándose los efectos del embargo. Desde entonces, Cuba ha desarrollado relaciones comerciales con el resto del mundo. Sin embargo, dado que el principal productor de la región es Estados Unidos, Cuba se ha visto obligada a recurrir a países mucho más lejanos para abastecerse de determinados productos, con los consecuentes gastos y complicaciones. A pesar de todo, Cuba ha sido capaz de sobrevivir al final de las ayudas soviéticas e iniciar una tímida recuperación basada en el turismo.
Al año 2008, el gobierno cubano estima que el impacto total del embargo en la economía de la isla es de 90.000 millones de dólares, incluyendo la pérdida de ganancias por exportaciones, los mayores costes de importaciones, las limitaciones en el crecimiento de la economía, y los daños sociales. La Comisión de Comercio Internacional de Estados Unidos estima que las pérdidas en exportaciones estadounidenses suponen 1.200 millones de dólares anuales.
Principales afectaciones del embargo a Cuba en millones de dólares según el gobierno cubano:
- Ingresos dejados de recibir por exportaciones y servicios 40 427,5 millones de $
- Pérdidas por reubicación geográfica del comercio19 592,0 millones de $
- Afectaciones a la producción y los servicios 2 866,2 millones de $
- Embargo tecnológico 9 375,0 millones de $
- Afectaciones a los servicios a la población 1 565,3 millones de $
- Afectaciones monetario financieras 8 640,2 millones de $
- Incitación a la emigración 6 533,8 millones de $

Las exportaciones oficiales de Estados Unidos a Cuba en 1999 sumaron 4´7 millones de dólares, principalmente en ayuda médica, fármacos y demás ayuda humanitaria, siendo Cuba el último de los 180 importadores de productos agrícolas estadounidenses en 2000. Tras la suavización del embargo posterior, Cuba llegó al puesto 138 en 2001, al 45 en 2002, y se estima que en 2003 era el 33.
Se estima que unos 80.000 estadounidenses visitan Cuba anualmente, incluyendo unos 3000 viajes de negocios. Las remesas que los expatriados cubanos en Estados Unidos envían a su país alcanzan los 1000 millones de dólares anuales. Muchas de estas remesas contradicen el espíritu, si no la letra, del embargo. Además, ciertos productos de lujo como los puros (o cigarros) habanos son demandados en Estados Unidos, de hecho, empresas como General Cigar aprovechando el embargo se apropiaron del nombre Cohiba para vender bajo dicho nombre tabaco no procedente de Cuba. En la cultura popular, aparecen asociados a personajes ricos y poderosos, que consiguen sus propios suministros ilegales de tabaco. Aunque parte de esta fama se debe a la escasez de los mismos producida por el embargo, el tabaco cubano tiene fama de ser uno de los mejores del mundo (aunque algunos expertos creen que últimamente, y debido a factores como la peor calidad del suelo por los efectos del embargo en el mercado de fertilizantes, su calidad ha declinado).
Existen algunos cubanos en el exilio que critican el embargo porque les dificulta enviar dinero o bienes a sus familiares y comunicarse con ellos, pues los precios por minuto están en la última escala del listado ya que Cuba no tiene acceso a la red mundial por presión del mismo embargo. Mientras que muchos de los exiliados históricos tuvieron motivos políticos para exiliarse (evitar los peligros que para ellos suponía las reformas socialistas de la Revolución), muchos de los que se fueron en las oleadas posteriores tienen motivaciones principalmente económicas y son mucho más favorables a enviar dinero a sus familias en la isla y al levantamiento total del embargo.
Según Jeffrey L. Snyder, de International Trade, y James W. Reed, ex comisionado adjunto en Asuntos del Consumidor del condado de Nassau, el embargo solamente impide la realización de transacciones económicas entre Cuba y Estados Unidos.
En 2012, se preguntó a un panel económico de expertos de la Iniciativa sobre Mercados Globales de la Escuela de Negocios Booth si estaban de acuerdo o en desacuerdo con que "el bajo crecimiento del ingreso per cápita de Cuba: 1,2 por ciento por año desde 1960, tiene más que ver con las propias políticas económicas de Cuba que con el embargo de Estados Unidos sobre el comercio y el turismo".  La encuesta encontró que el 49% de los expertos económicos "está totalmente de acuerdo" con la declaración, otro 49% "de acuerdo", el 1% estaba "inseguro" y el 0% "no está de acuerdo" o "totalmente en desacuerdo" con la declaración.

## Influencia cubanoestadounidense de La Florida
Durante décadas, la política de embargo económico ha sido defendida por sectores del exilio cubano, cuyos votos han sido cruciales en el estado de la Florida. Estos sectores del exilio han influido en varios políticos que han terminado adoptando puntos de vista similares. También la postura de estos cubano-estadounidenses ha generado oposiciones dentro de líderes estadounidenses en el sector de los negocios, cuyos intereses financieros hacen énfasis en el argumento de que el libre comercio sería bueno tanto para Cuba como para Estados Unidos.

## Condena internacional
El embargo comercial hacia Cuba es el más prolongado que se conoce en la historia moderna. Ha sido condenado 30 veces por la Asamblea General de Naciones Unidas y la comunidad internacional sostiene que viola el derecho internacional. Las repercusiones de este embargo no se terminan ahí y abarcan el plano de los derechos sociales y económicos de la población cubana. En el plano de la salud, limitan severamente la capacidad de Cuba para importar medicinas, material médico y las últimas tecnologías para tratar enfermedades potencialmente mortales y para mantener los programas sanitarios de este país En octubre de 2016, la votación para poner fin al embargo de Washington a Cuba contó con la abrumadora cantidad de 191 votos en contra y dos abstenciones: Estados Unidos e Israel, los dos únicos países que históricamente han votado en contra. El máximo órgano de debate de Naciones Unidas reafirmó, entre otros principios, la igualdad soberana de los Estados, la no intervención y no injerencia en asuntos internos, y la libertad de comercio y navegación internacionales.

## Críticas
Algunos críticos del embargo remarcan la doble moral de aislar a Cuba por su deriva socialista, mientras se comercia con otros estados como China o Vietnam, con el mismo sistema político que el que impera en Cuba. El comercio con estos países, se defiende como una influencia benigna en los países comunistas, que los animaría a optar por el libre mercado.
Ningún senador o congresista cubano-estadounidense (actualmente disponen de escaños los senadores Mel Martínez (republicano por Florida) y Robert Menéndez (demócrata por Nueva Jersey) y los congresistas Lincoln Díaz-Balart, Mario Díaz-Balart, e Ileana Ros-Lehtinen (republicanos por Florida) ha intentado impulsar alguna medida de similar cariz en Cuba. Para algunos, esta contradicción se debe, no a la política exterior del país, sino a la interior, siendo resultado de la importancia del lobby cubano y sus contribuciones en las elecciones del país. En respuesta a estas críticas, los que están de acuerdo con la política de los congresistas y senadores cubano-estadounidenses remarcan el hecho de que ninguno de ellos han votado por ningunas de las medidas para suavizar o eliminar las sanciones contra los otros países comunistas.
Críticos de izquierda, incluyendo Noam Chomsky, aducen que el embargo tiene el objetivo de evitar el éxito del plan económico del estado cubano, evitando así que sirva de ejemplo en otros países latinoamericanos. Documentos desclasificados de 1964 del Departamento de Estado también afirman que Cuba representa una amenaza a la hegemonía de Estados Unidos y un desafío abierto a la Doctrina Monroe.
Otros críticos se centran en la dudosa utilidad del embargo: argumentan que, en vez de influir en el gobierno cubano alejándolo del modelo socialista, en su momento le ató aún más a la URSS, de la cual pasó a depender económicamente. También se ha dicho que el embargo es útil al gobierno de Cuba, lejos de perjudicarlo, porque le permite culpar a los Estados Unidos de las fallas de su gobierno, y a la vez presentarse como el defensor de los cubanos frente al embargo estadounidense. Es por esta razón que diversos sectores liberales creen que el embargo ha afianzado al actual gobierno en el poder y evitado que Cuba adopte el libre mercado, y siga un camino similar a otros países comunistas.
Empresarios y economistas han advertido también que el embargo deja a las empresas estadounidenses en desventaja en el mercado cubano tras su hipotético final, pues se enfrentarán a una competencia más firmemente asentada. Por ello, hicieron un llamamiento al final del embargo.
El embargo cuenta con la oposición de la comunidad internacional. Así, las Naciones Unidas han aprobado varias veces resoluciones instando a Estados Unidos a levantar o al menos aligerar el embargo con amplia mayoría: en 2002 173 países votaron a favor, mientras solo Israel, Estados Unidos y las Islas Marshall se oponían; en 2004, solo EE. UU., Israel, las Islas Marshall y Palaos se opusieron (con abstención de los Estados Federados de Micronesia).
El 4 de febrero de 2003, la ONU realizó una votación sobre el fin del embargo. Solo Estados Unidos, Israel y las Islas Marshall votaron en contra del fin del mismo. De nuevo, el 8 de noviembre de 2005, las Naciones Unidas aprobaron una resolución instando al final del embargo, con la única oposición de Estados Unidos, Israel, Islas Marshall y Palaos.
La ley Helms-Burton ha sido objeto de críticas por parte de los gobiernos canadiense y europeo, que no aceptan las pretensiones extraterritoriales de Estados Unidos, ya que la ley incluyen formas de castigar a compañías no estadounidenses que comercien con Cuba. En el Parlamento de Canadá, la ley fue parodiada por el Godfrey-Milliken Bill, un proyecto de ley que reclamó la devolución de las propiedades confiscadas a los descendientes de los lealistas que huyeron a la Norteamérica británica (ahora Canadá) tras la revolución estadounidense. Más lejos llegó el Parlamento Europeo, que en 1996 declaró ilegal el acatamiento de la ley Helms-Burton por ciudadanos europeos. Aunque fue más simbólico que real, esta ley eliminó cualquier reclamación por parte de la ley a ciudadanos europeos.
Según el Consejo Europeo:

"El Consejo, al mismo tiempo que reafirma su preocupación de fomentar la adopción de reformas democráticas en Cuba, recordó la profunda inquietud expresada por el Consejo Europeo con respecto a los efectos extraterritoriales del "Cuban Liberty and democratic Solidarity (Libertad) Act" adoptado por Estados Unidos y a las disposiciones legales similares relativas a Irán y Libia que están en estudio. Señaló las innumerables objeciones planteadas en el mundo contra esta ley. Invitó al Presidente B. Clinton a que renuncie a la aplicación de las disposiciones del título III y expresó su preocupación en cuanto a las medidas ya adoptadas para la aplicación del título IV de dicha ley. El Consejo definió una serie de medidas que podrían ser adoptadas por la Unión Europea en respuesta al perjuicio causado a los intereses de empresas de la Unión Europea como consecuencia de la aplicación de esta ley. Entre estas medidas figuran:
1. La consulta de un grupo especial de la Organización Mundial del Comercio para la solución de conflictos;
2. Modificaciones de procedimientos que regulan la entrada de representantes de empresas estadounidenses en los Estados miembros de la Unión Europea;
3. La utilización o la aprobación de una legislación en la Unión Europea destinada a neutralizar los efectos extraterritoriales de la legislación estadounidense;
4. El establecimiento de una lista de empresas estadounidenses que inician acciones previstas en el título III, que convendría supervisar.

El Consejo encargó al Coreper que adoptara las disposiciones necesarias para la aprobación urgente de medidas comunitarias y medidas nacionales coordinadas."

Varios líderes religiosos se han opuesto al embargo por diversas razones, incluyendo principalmente motivos humanitarios. El papa Juan Pablo II pidió el fin del embargo tanto en su viaje apostólico a México en 1979 como en la visita que realizó en Cuba en 1998. El patriarca ortodoxo Bartolomé I tildó el embargo de "error histórico" cuando visitó la isla el 25 de enero de 2004. Varios líderes religiosos estadounidenses también han mostrado su oposición al embargo. En 1998, los Discípulos de Cristo y la Iglesia Unida de Cristo, iglesias protestantes que suman dos millones de miembros, escribieron una carta conjunta a favor de aliviar la presión económica del embargo. Los reverendos Jesse Jackson y Al Sharpton y el imán Louis Farrakhan también son conocidos opositores al embargo.
El 15 de mayo de 2002, el expresidente Jimmy Carter habló en La Habana pidiendo el fin del embargo: "Nuestras dos naciones han estado atrapadas en un destructivo estado de beligerancia durante 42 años, y es hora de cambiar nuestra relación y forma de pensar y hablar". En declaraciones públicas, el exministro cubano de Relaciones Exteriores, Felipe Pérez Roque, calificó el embargo como "acto de genocidio".
Algo que ha develado la complicación de una imposición, por muchos considerada absurda ya, ha sido el caso de una víctima inocente de dicho embargo. La señora Mary McCarthy, ciudadana canadiense radicada en Cuba y con 107 años de edad, se ha visto imposibilitada a retirar sus ahorros de $300.000 dólares debido a la prohibición que se indica. Recientemente y debido a las presiones de diversas autoridades internacionales el gobierno ha cedido a entregarle un poco de su dinero para solventar sus gastos de geriatría.[cita requerida]
En octubre de 2007, la ONU volvió a condenar el embargo ilegal y unilateral de Estados Unidos a Cuba, por una votación de 184 votos a favor y solo 4 en contra. Nuevamente, los opositores al fin del embargo fueron Estados Unidos, Israel, Islas Marshall y Palaos.
Por más de dos décadas la Asamblea de Naciones Unidas ha condenado el embargo de los Estados Unidos a Cuba, que cuenta cada vez con más apoyo del mundo. En 2005, se pronunciaron en contra de condenarlo solamente Estados Unidos e Israel, mientras que se abstuvieron Micronesia, Palaos y las Islas Marshall. En el año 2017, últimas votaciones, solo 2 (Estados Unidos e Israel) de los 193 países de la ONU estuvieron en contra de una resolución que solicita el levantamiento del embargo económico, comercial y financiero impuesto a Cuba por Estados Unidos. 
La Asamblea General de las Naciones Unidas se pronunció una vez más el 23 de junio de 2021 contra el embargo económico de Estados Unidos a Cuba y exigió que se ponga fin a esas medidas coercitivas unilaterales. La resolución de rechazó obtuvo esta vez 184 votos a favor, dos en contra (Estados Unidos e Israel) y tres abstenciones (Colombia, Brasil y Ucrania).[cita requerida]

## Votaciones en las Naciones Unidas
| Años | A favor | En contra                                          | Abstención                    | Ausencias                                                |
| ---- | ------- | -------------------------------------------------- | ----------------------------- | -------------------------------------------------------- |
| 1992 | 59      | 3 (Estados Unidos, Israel, Rumanía)                | 71                            | 46                                                       |
| 1993 | 88      | 4 (Estados Unidos, Israel, Albania, Paraguay)      | 57                            | 35                                                       |
| 1994 | 101     | 2 (Estados Unidos, Israel)                         | 48                            | 33                                                       |
| 1995 | 117     | 3 (Estados Unidos, Israel, Uzbekistán)             | 38                            | 27                                                       |
| 1996 | 137     | 3 (Estados Unidos, Israel, Uzbekistán)             | 25                            | 20                                                       |
| 1997 | 143     | 3 (Estados Unidos, Israel, Uzbekistán)             | 17                            | 22                                                       |
| 1998 | 157     | 2 (Estados Unidos, Israel)                         | 12                            | 14                                                       |
| 1999 | 155     | 2 (Estados Unidos, Israel)                         | 8                             | 13                                                       |
| 2000 | 167     | 3 (Estados Unidos, Israel, Islas Marshall)         | 4                             | 15                                                       |
| 2001 | 167     | 3 (Estados Unidos, Israel, Islas Marshall)         | 3                             | 16                                                       |
| 2002 | 173     | 3 (Estados Unidos, Israel, Islas Marshall)         | 4                             | 11                                                       |
| 2003 | 179     | 3 (Estados Unidos, Israel, Islas Marshall)         | 2                             | 7                                                        |
| 2004 | 179     | 4 (Estados Unidos, Israel, Palaos, Islas Marshall) | 7                             | 7                                                        |
| 2005 | 182     | 4 (Estados Unidos, Israel, Palaos, Islas Marshall) | 1                             | 4                                                        |
| 2006 | 183     | 4 (Estados Unidos, Israel, Palaos, Islas Marshall) | 1                             |                                                          |
| 2007 | 184     | 4 (Estados Unidos, Israel, Palaos, Islas Marshall) | 1                             |                                                          |
| 2008 | 185     | 3 (Estados Unidos, Israel, Palaos)                 | 2                             |                                                          |
| 2009 | 187     | 3 (Estados Unidos, Israel, Palaos)                 | 2                             |                                                          |
| 2010 | 187     | 2 (Estados Unidos, Israel)                         | 3                             |                                                          |
| 2011 | 186     | 2 (Estados Unidos, Israel)                         | 3                             |                                                          |
| 2012 | 188     | 3 (Estados Unidos, Israel, Palaos)                 | 2                             |                                                          |
| 2013 | 188     | 2 (Estados Unidos, Israel)                         | 3                             |                                                          |
| 2014 | 188     | 2 (Estados Unidos, Israel)                         | 3                             |                                                          |
| 2015 | 191     | 2 (Estados Unidos, Israel)                         | 0                             |                                                          |
| 2016 | 191     | 0                                                  | 2                             |                                                          |
| 2017 | 191     | 2 (Estados Unidos, Israel)                         | 0                             |                                                          |
| 2018 | 189     | 2 (Estados Unidos, Israel)                         | 0                             | 1 (Moldavia)                                             |
| 2019 | 187     | 3 (Estados Unidos, Israel, Brasil)                 | 2 (Colombia, Ucrania)         | 1 (Moldavia)                                             |
| 2021 | 184     | 2 (Estados Unidos, Israel)                         | 3 (Brasil, Colombia, Ucrania) | 4 (Myanmar, Moldavia, República Centroafricana, Somalia) |
| 2022 | 185     | 2 (Estados Unidos, Israel)                         | 2 (Brasil, Ucrania)           | 4 (Liberia, Moldavia, Somalia, Venezuela)                |
| 2023 | 187     | 2 (Estados Unidos, Israel)                         | 1 (Ucrania)                   | 3 (Moldavia, Somalia, Venezuela)                         |
| 2024 | 187     | 2 (Estados Unidos, Israel)                         | 1 (Moldavia)                  | 3 (Afganistán, Ucrania, Venezuela)                       |